# 第一繭
《第一繭》是1989年上映的一部香港動作愛情電影，由劉德華、吳家麗、馬斯晨、林建明主演，為導演梁本熙的電影處女作。劇情圍繞女囚和卧底的悲劇故事，而原片名「第一繭」的意思為「第一次坐牢」。本片入圍第9屆香港電影金像獎最佳女主角、最佳女配角及最佳剪接共三項提名。

## 劇情
馬玉鳳（馬斯晨 飾）是一個性格單純，為愛痴狂的少女，受黑社會男友Robert教唆，設法入獄刺殺Winnie Wong（吳家麗 飾）為Robert的老大文叔報仇。馬玉鳳於是犯藏毒罪，被判入獄半年。馬玉鳳在獄中日夜想念Robert仔，完全不知道Robert仔只是利用她而已。入獄後，馬玉鳳受到惡犯He-man/男人婆的欺負，幸得喪婆和5354（林建明 飾）的幫助才避免被欺负。而男人婆则得到女狱警李姑娘的包庇。
5354是一個積犯，並在入獄前故意懷孕，藉此將刑期減半。雖然如此，經手人與5354之間，也是對對方有意思的。
喪婆是一個毀容的殺人重犯，並在監獄內自暴自棄，常常生事。後來馬玉鳳誠懇友善的態度終於使喪婆開朗起來。她們常訴說自己的往事，喪婆童年時身世可憐，水上人家出身的她童年時被吸毒的父親賣掉，更成為一個染上毒癮的妓女。一晚，她在夜總會被人凌辱，被小混混阿勇（劉德華 飾）解救。翌日，阿勇更為了她而與另一幫辦講數，阿勇混亂間被砍傷，阿勇帶着她逃到公廁，二人親熱起來。不久喪婆便與阿勇同居，期間阿勇協助她戒毒，喪婆開始積極做人，兩人共度一生人最美好快樂的時光。怎料阿勇是個嫉惡如仇的卧底警察，喪婆擔心他行動失敗，便向阿勇要求遠走高飛，到加拿大過新生活。不料勇在最後關頭被黑道大哥文叔執行殘酷的家法杀死，喪婆人生的希望再度幻滅，於是替他报仇，在浴場怒殺文叔等人，因而入狱，而她亦在報仇過程中被高溫的桑拿石燙至毀容。
馬玉鳳在獄中撿到一隻自來小貓，日夜偷偷地把小貓悉心照料。喪婆、馬玉鳳、5354三人的友誼隨着時間增進。馬玉鳳和5354更期盼着出獄後與男友過新生活。但好景不常，喪婆在獄中得知父親因吸食劣質毒品而死。馬玉鳳知道她要刺杀的目标Winnie Wong竟是喪婆。5354則被一個神經失常的女囚殺死，一屍兩命。
馬玉鳳重視與Winnie的友誼，本着自己的原則違背Robert仔的任務。到了出冊那天，馬玉鳳抱着小貓向監獄道別，一心等待着Robert仔來接她，怎料喪盡天良的Robert仔竟駕車把馬玉鳳輾死。小貓則逃回監獄，擁在Winnie的懷中，影片於Winnie傷心落寞的神情中結束。

## 演员
| 演员   | 角色        | 备注 |
| 劉德華 | 阿勇        | 臥底警察，不被家人接納。後為Winnie同居男友並幫助其戒毒。 |
| 吳家麗 | Winnie WONG | 艇戶出身，被喪妻並染上毒癮的父親所賣，淪為染上毒癮的妓女。後與阿勇相戀並成功戒除毒癮。後為阿勇報仇而殺人，被囚於大欖女懲教所，監犯編號6834。入冊後常打架生事，故經常被禁閉於水飯房“9記別墅”。某次在浴室仗義為馬玉鳳出手教訓惡囚犯He-man，被玉鳳友善對待，性情才變得稍為開朗。                   |
| 馬斯晨 | 馬玉鳳      | 1966年農曆八月十五中秋節出生。與社團中人Robert戀愛並失身。為協助Robert執行社團任務，設法藏毒並被判囚6個月，服刑於大欖女懲教所，監犯編號7144。入獄初期被惡囚犯He-man欺凌，更曾於浴室被其打至重傷，幸得Winnie及5354出手相助。在獄中收養一只自來小貓，取名“曳曳”，以紀念獄友Winnie童年時所養的貓。 |
| 林建明 | 吳美好      | 職業為妓女的積犯，甚為喜歡自己的老終number 5354。在大欖女懲教所服刑前，成功令自己懷孕，以獲得刑期減半的特惠。孩子的父親從事織籐手工藝，故愛在獄中織籐蜢打發時間。 |
| 倪雪   | 倪珍妮      | 富家女，怨恨父親只顧經營生意而忽略其。因高買及襲警被判囚於大欖女懲教所，監犯編號7152。為保童貞而拒絕通櫃檢查，並大鬧監房醫院，因此被獄警豆腐西施視為眼中釘。其後被豆腐西施的強硬手段折磨至精神失常。                                                                                            |
| 曾江   | 郭世榮      | 倪珍妮父，地產商 |
| 王龍威 |             | 大哥強大佬 |
| 簡達華 | 大哥強      | 於舞廳強逼Winnie飲尿的惡霸，被看不過眼的阿勇出手教訓。 |
| 戴志偉 | 陳志成      | 陳警官，阿勇上司 |
| 敖志君 | 阿扁        | 臥底警察 |
| 林聰   | 文叔        | 阿勇、阿扁大佬 |
| 羅耀雄 | Robert      | 社團中人。為求上位，意圖利用女朋友馬玉鳳執行刺殺女囚Winnie WONG的社團任務。 |
| 楊健惠 | 豆腐西施    | 包庇女囚He-man的惡獄警，曾多次針對女囚倪珍妮，令其精神失常。馬玉鳳出獄當天，被倪珍妮以竹支插穿屁股。 |
| 陳志成 | 成哥        | 交易被逮，逃亡時被警擊斃 |
| 羅樹琪 |             | 監獄處長。巡視監獄時應倪珍妮要求，酌量增加女囚的衛生巾供應。 |
| 黃雄   |             | 嫖客 |
| 劉崇峯 |             | |

## 電影歌曲
我不明白 / 作曲, 盧冠廷 ; 填詞, 潘源良 ; 主唱, 陳潔靈 ; 供應, Wea 唱片公司. 主題曲.

## 獎項
| 年份 | 頒獎典禮            | 獎項       | 獲提名 | 結果 |
| ---- | ------------------- | ---------- | ------ | ---- |
| 1990 | 第9屆香港電影金像獎 | 最佳女主角 | 吳家麗 | 提名 |
| 1990 | 第9屆香港電影金像獎 | 最佳女配角 | 林建明 | 提名 |
| 1990 | 第9屆香港電影金像獎 | 最佳剪接   | 黃志雄 | 提名 |

## 外部連結
- 香港影庫上《第一繭》的資料（繁體中文）
- 開眼電影網上《網中情》的資料（繁體中文）
- 时光网上《第一繭》的資料（简体中文）
- 豆瓣电影上《第一繭》的資料 （简体中文）
- 爛番茄上《第一繭》的資料（英文）
- AllMovie上《第一繭》的资料（英文）
- 互联网电影数据库（IMDb）上《第一繭》的资料（英文）